# Zalaszentgrót
Zalaszentgrót é uma cidade da Hungria, situada no condado de Zala. Tem 74,65 km² de área e sua população em 2019 foi estimada em 6.263 habitantes.